# Linyphia triangularis
Espèce
Synonymes
- Araneus triangularis Clerck, 1757
- Aranea montana Linnaeus, 1758
- Araneus albini Scopoli, 1763
- Aranea pinnata Ström, 1768
- Aranea resupina sylvestris De Geer, 1778
- Linyphia walckenaeri Risso, 1826
- Linyphia macrognatha Menge, 1866
- Linyphia pinnata juniperina Kolosváry, 1933

Linyphia triangularis, la Linyphie triangulaire, est une espèce d'araignées aranéomorphes de la famille des Linyphiidae.

## Distribution
Cette espèce se rencontre en zone paléarctique. Elle a été introduite aux États-Unis.

## Description

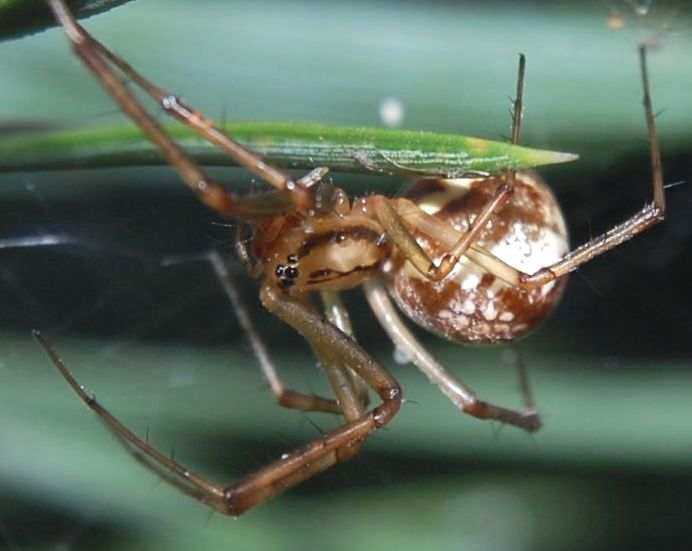
Linyphia triangularis

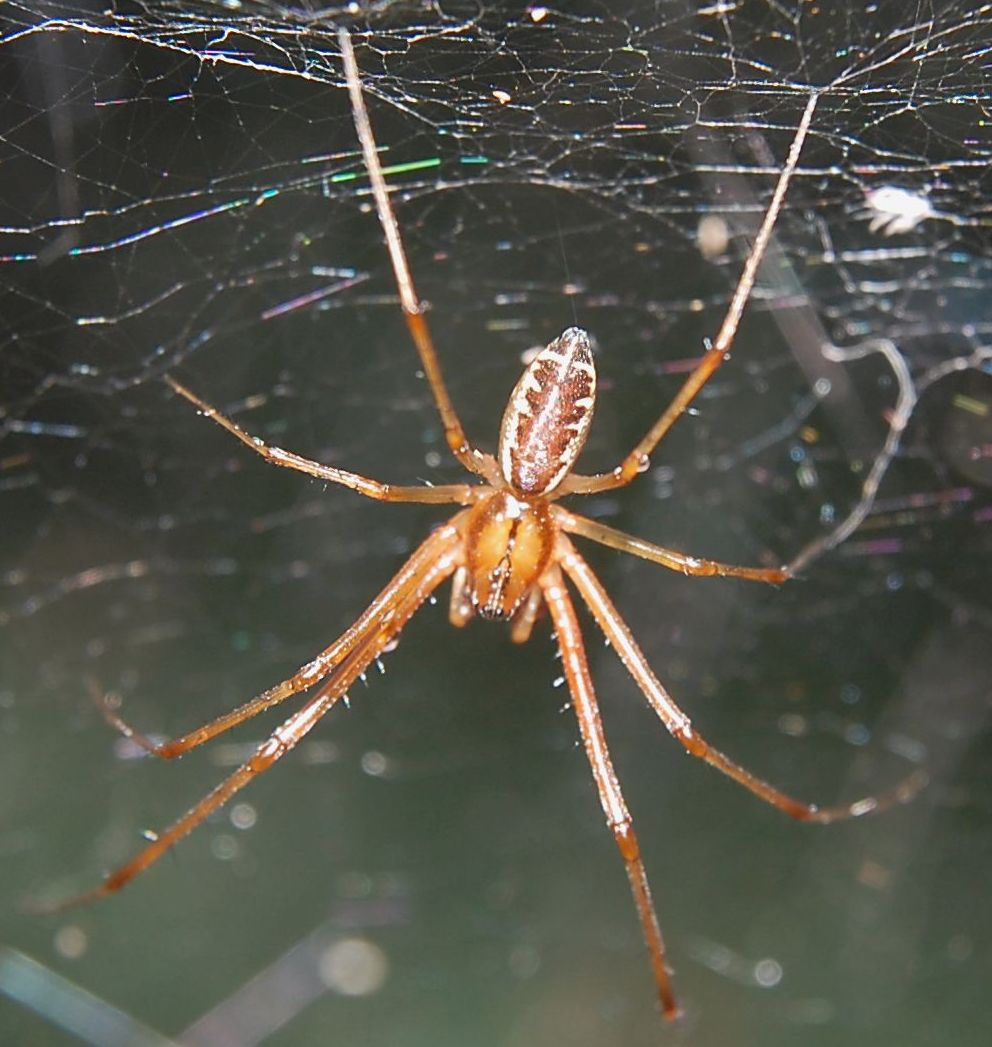
Linyphia triangularis

Le corps du mâle est uniformément brunâtre.
Les mâles mesurent de 5 à 7 mm et la femelle 6 mm.

## Toile
Cette araignée tisse une toile horizontale dans des buissons ou des haies en automne, et mange les insectes qui s'y prennent en attendant au-dessous.

## Systématique et taxinomie
La sous-espèce Linyphia triangularis juniperina a été placée en synonymie avec Linyphia triangularis par Breitling, Bauer, Schäfer, Morano, Barrientos et Blick en 2016.

## Publication originale
- Clerck, 1757 : Svenska spindlar, uti sina hufvud-slågter indelte samt under några och sextio särskildte arter beskrefne och med illuminerade figurer uplyste. Stockholmiae, p. 1-154.

## Aspect
Le corps de cette araignée atteint une taille de 0.5 à 0.7 cm. L'abdomen est rayé de blanc sur les côtés, une bande médiane gris-brun dentelée sur les côtés en traverse la face dorsale. Les pattes sont de longueur moyenne.

## Habitat
Cette araignée est très commune et on peut la trouver dans les espaces vitaux très divers, autant en forêt qu'en bordure de chemin, dans les prairies sèches et dans les jardins. Les araignées adultes sont observables principalement d'août à octobre.

## Mode de vie
La Nérienne tisse sa toile très caractéristique sur des branches basses ou des hautes herbes. Elle s'installe le ventre vers le haut sous la nappe et attend que les insectes volant se piègent dans les fils tendus par-dessus et tombent sur la nappe, elle se précipite toute suite et prend sa proie à travers la soie. En septembre, période de l’accouplement, les mâles s'installent sur les toiles des femelles qui acceptent ces hôtes et de violent combats se déclenchent entre les mâles pour les meilleures places. L’accouplement se réalise après de longs rituels de parade.

## Développement
Les jeunes araignées, très petits, partent du cocon maternel peu de temps après leur naissance en se laissant porter par le vent sur les fils de soie pendant les jours d'automne.

## Particularité
C'est essentiellement en automne, lorsque les brumes matinales se déposent sur les légers fils de soie, que les toiles de Nériennes sont visibles.
La toile suspendue typique de ces araignées se compose d'une nappe de soie épaisse au-dessus de laquelle est tendu un réseau bas de fils se croisant en tous les sens, pour augmenter les chances d’attraper les proies.